# Ugly God
Royce Cornell Davison-Rodriguez (ur. 19 września 1996 w Fort Wayne), znany zawodowo jako Ugly God – amerykański raper, autor tekstów i producent muzyczny. Najbardziej znany jest ze swojej piosenki „Water” z 2016 roku, która w 2017 roku zajęła 80 miejsce na liście Billboard Hot 100 oraz pokryła się platyną.
13 czerwca 2017 r. Ugly God został uczestnikiem XXL „2017 Freshman Class”, gdzie wykonał freestyle wraz z raperami Playboi Carti'm, MadeinTYO i XXXTentacionem. Od lipca 2022 r. Cypher ma ponad 50 milionów wyświetleń w YouTube.
Jego debiutancki album Bumps & Bruises ukazał się 9 sierpnia 2019 roku nakładem wytwórni Asylum Records.

## Wczesne życie
Royce Davison-Rodriguez urodził się 19 września 1996 roku w Fort Wayne w stanie Indiana. Rodriguez przeniósł się następnie na północną część Houston w Teksasie, gdzie mieszkał przez większość swojego życia. Grał w koszykówkę w drużynie Gulfport High School w Gulfport. Jego ojciec był Afro-Dominikaninem a matka Afroamerykanką. Rodriguez dorastał mówiąc po hiszpańsku i angielsku.

## Kariera

### 2015-2017: Początki kariery, „Water” i The Booty Tape
Od 7 do 10 klasy używał pseudonimu „Pussy Bacon”. Jednakże zmienił go na „Ugly God” z powodów problemów społecznych oraz ze swoimi rodzicami.
27 lipca 2015 r. wydał swoją viralową piosenkę „I Beat My Meat” za pośrednictwem swojego konta na SoundCloud. Utwór zebrał ponad 33 miliony wyświetleń. Raper musiał trzy razy publikować ten sam utwór ponieważ, wcześniej jego trener koszykówki w szkole średniej kazał mu go usunąć w obawie przed nie dostaniem dla Royce'a stypendiów koszykarskich.
16 marca 2016 r. wydał swój debiutancki singel zatytułowany „Water” na SoundCloud, 19 listopada 2016 r. został wydany ponownie przez Asylum Records w formie digital download. Piosenka zadebiutowała na 100 miejscu na liście Billboard Hot 100, a później osiągnęła 80 miejsce. „Water” osiągnęło również szczyt na liście On-Demand Streaming Songs na 47 miejscu 11 lutego 2017 r., a także na 34 miejscu na liście Hot R&B/Hip-Hop Songs.
W 2017 roku Ugly God zwrócił na siebie większą uwagę, gdy wypuścił wymierzony w siebie utwór o nazwie „Fuck Ugly God”. Teksty dotyczyły głównie rzeczy, które wydarzyły się w życiu rapera, które były wykorzystywane do obrażania samego siebie. Piosenka znalazła się również na jego mixtapie The Booty Tape. Piosenka zebrała ponad 13 milionów odtworzeń na SoundCloud. 4 sierpnia 2017 r. Ugly God wydał swój mixtape zatytułowany The Booty Tape. Uplasował się on na 27 miejscu na liście Billboard 200.

#### 2018–obecnie: „BOOM!”, just a lil something before the album... i Bumps & Bruises
Rodriguez pojawił się w gościnnie piosence „Boom!” autorstwa Lil Yachty, która pojawiła się na jego albumie Lil Boat 2, który ukazał się 9 marca 2018 roku. "Boom!" zadebiutowało na 88 miejscu na liście Billboard Hot 100. Ugly God wydał EPkę just a lil something before the album... zapowiadającą jego nadchodzący debiutancki album Bumps & Bruises. Została wydana 23 kwietnia 2018 roku i składała się z 4 utworów: „Leave a Tip”, „WEWANTALLTHESMOKE”, „BITCH WHERE MY HUG AT” i „Tropics”. Zawierała gościnny występ rapera Splash Drexler i oraz produkcję od Nikki Bunkin, Shoki i Red Drum. Ugly God ogłosił również, że wkrótce wyda dwa kolejne projekty, Bumps and Bruises, który będzie jego debiutanckim albumem, oraz EP-kę zatytułowaną 777.
28 marca 2019 r. Ugly God wydał singel „Hello” z raperem Lil Pumpem. 10 maja wydał kolejny singiel „Lost in The Sauce” wraz z teledyskiem. 13 lipca ogłosił datę wydania Bumps And Bruises, a 17 lipca ujawnił tracklistę. 9 sierpnia Ugly God wydał album Bumps & Bruises oraz jego wersję deluxe. Oryginał miał 14 utworów, a deluxe 16, z dwoma singlami („Hello” z udziałem Lil Pumpa i „Lost in the Sauce”) jako bonusowymi utworami do albumu. Na krążku gościnnie pojawił się raper Takeoff z grupy Migos.

## Dyskografia

### Albumy studyjne
| Tytuł           | Informacje                                                                          | Peak chart positions |
| Tytuł           | Informacje                                                                          | USA                  |
| --------------- | ----------------------------------------------------------------------------------- | -------------------- |
| Bumps & Bruises | - Wydany: 9 sierpnia 2019 - Wytwórnia: Asylum - Format: Digital download, streaming | 46                   |

### EP
| Tytuł                                    | Informacje                                                                           |
| ---------------------------------------- | ------------------------------------------------------------------------------------ |
| Just a Lil Something Before the Album... | - Wydana: 24 kwietnia 2018 - Wytwórnia: Asylum - Format: Digital download, streaming |

### Mixtape'y
| Tytuł                            | Informacje                                                                                     | Pozycje na listach |
| Tytuł                            | Informacje                                                                                     | USA                |
| -------------------------------- | ---------------------------------------------------------------------------------------------- | ------------------ |
| The Booty Tape                   | - Wydany: 4 sierpnia 2017 - Wytwórnia: Asylum - Format: Digital download, streaming, CD        | 27                 |
| UGLYGOBLIN(wraz z Rizzoo Rizzoo) | - Wydany: 3 stycznia 2020 - Wytwórnia: The Sauce Familia - Format: Digital download, streaming | —                  |